# Guapira petenensis
Guapira petenensis är en underblomsväxtart som först beskrevs av Cyrus Longworth Lundell, och fick sitt nu gällande namn av Cyrus Longworth Lundell. Guapira petenensis ingår i släktet Guapira och familjen underblomsväxter. Inga underarter finns listade i Catalogue of Life.